# Robert Allen (Fußballspieler, 1886)
Robert Hall Allen (* 11. Juni 1886 in Calcutta; † 20. September 1981 in Chippenham) war ein englischer Fußballspieler.
Der Amateurfußballer und Militärangehörige Allen kam in der Saison 1919/20 am 1. November 1919 als Stürmer zu einem Einsatz für West Ham United in der Football League Second Division und erzielte West Hams Treffer bei der 1:2-Heimniederlage gegen den FC Birmingham.